# European Union Business School
A EU Business School (antiga European University) é uma escola privada multicampus com sede na Suíça. Os campus são localizados em Genebra e Montreux (Suíça), Barcelona (Espanha), Munique (Alemanha), e uma unidade executiva em Yvorne, Suíça.

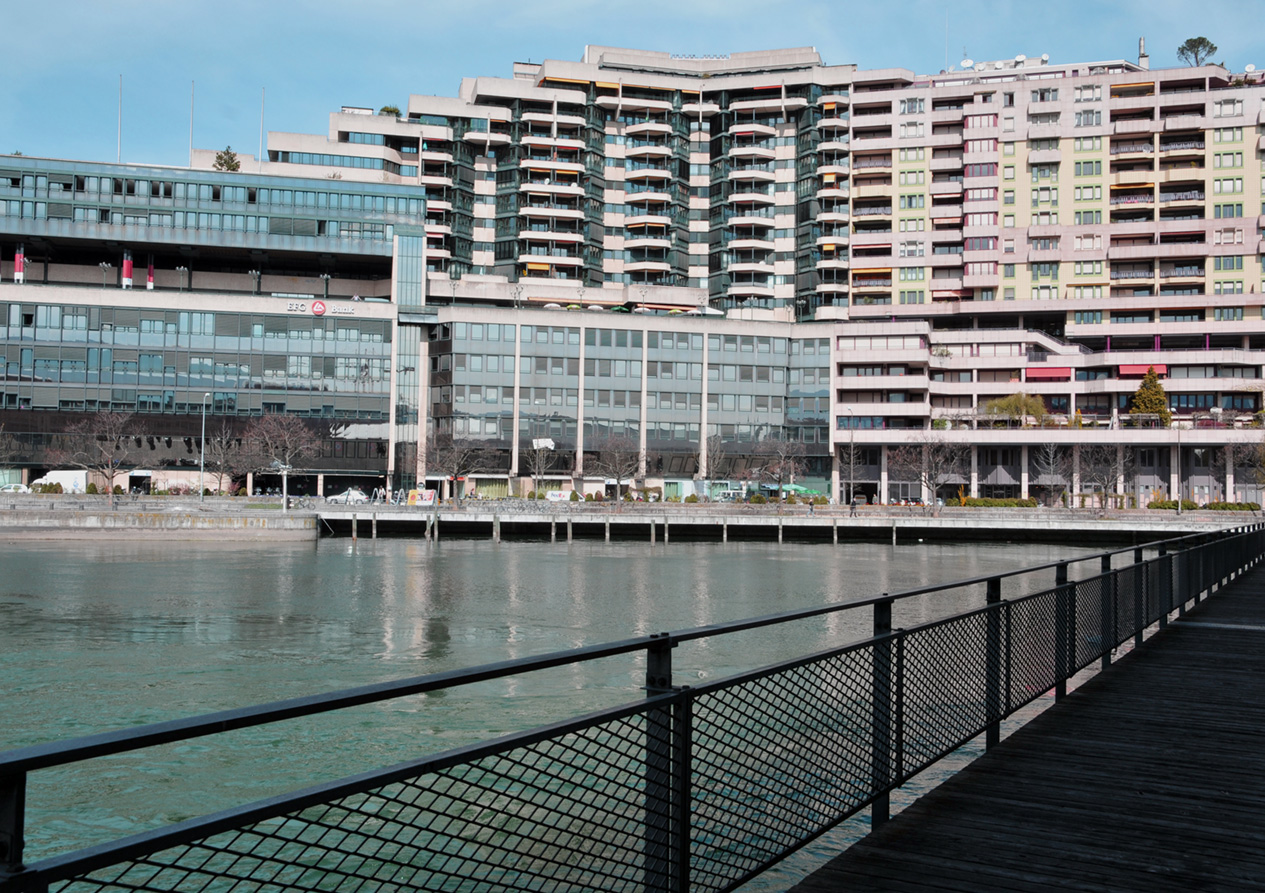
EU Business School de Genebra

## História
A EU Business School foi criada em Antuérpia em 1973 por Xavier Nieberding, e em Bruxelas em 1982, por Dean Dominique Jozeau.  O atual presidente é Dirk Craen, Presidente de Relações Internacionais, Administração de Empresas e Empreendedorismo da UNESCO.

## Programas acadêmicos
A EU Business School oferece programas educativos de negócios em inglês. Os programas são classificados em níveis de graduação e pós-graduação e incluem bacharelato, mestrado e doutoramento em Administração de Empresas (BBA, MBA e DBA).

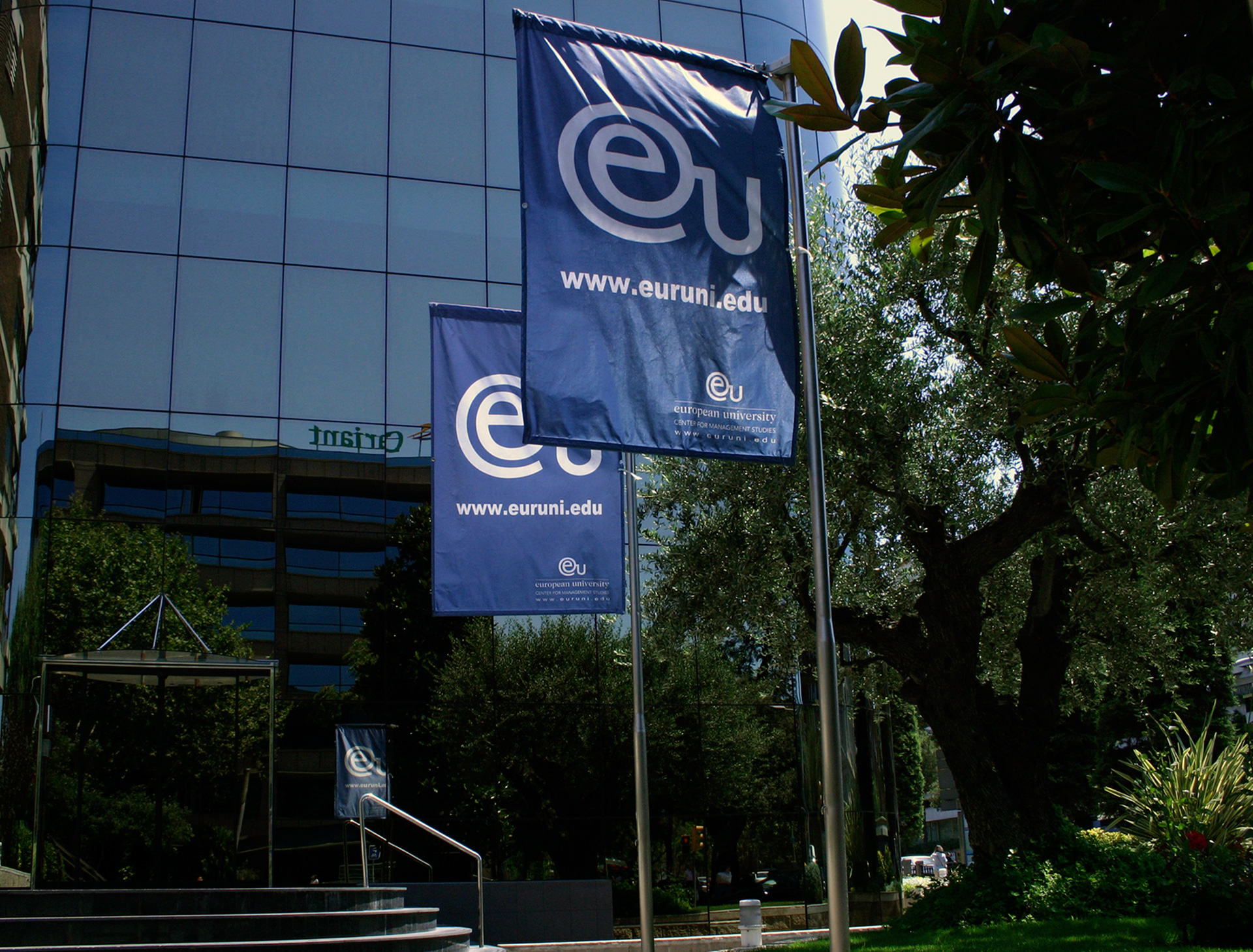
EU Business School de Barcelona

Os programas de graduação e pós-graduação são propostos em muitas disciplinas, incluindo Comunicação e Relações Públicas, Lazer e Turismo, Relações Internacionais, Gestão do Desporto, Negócios e Sustentabilidade, Negócios e Gestão do Design, Gestão de Negócios de Família, Finanças, Mídias Digitais, Administração de Empresas (BBA), Comércio Internacional, Marketing Internacional, Banco & Finanças Globais, Empreendedorismo, Liderança, E-Commerce, Recursos Humanos e Gestão de reputação.
Além de programas de graduação e pós-graduação, a EU Business School também oferece BBA Executivo (EBBA), mestrado on-line em Comércio Internacional e Programas de Doutoramento em Administração de Empresas.
A EU Business School oferece programas de grau duplo com a Faculdade Nichols em Massachusetts (EUA), Universidade Internacional Shinawatra em Bangkok (Tailândia). Em 2013, a escola recebeu uma aprovação provisória da Agência de Qualificações da Malásia (MQA) para um BBA duplo com a Faculdade Jesselton (Malásia).
 Além disso, a EU Business School oferece programas de afiliados em escolas de gestão no Sudeste Asiático e na Rússia. Ela incentiva os alunos a participar em intercâmbios inter-campus na Espanha, Suíça, Alemanha, Reino Unido, Rússia, Cazaquistão, Taiwan, China, EUA, Malásia e Tailândia.

## Certificações

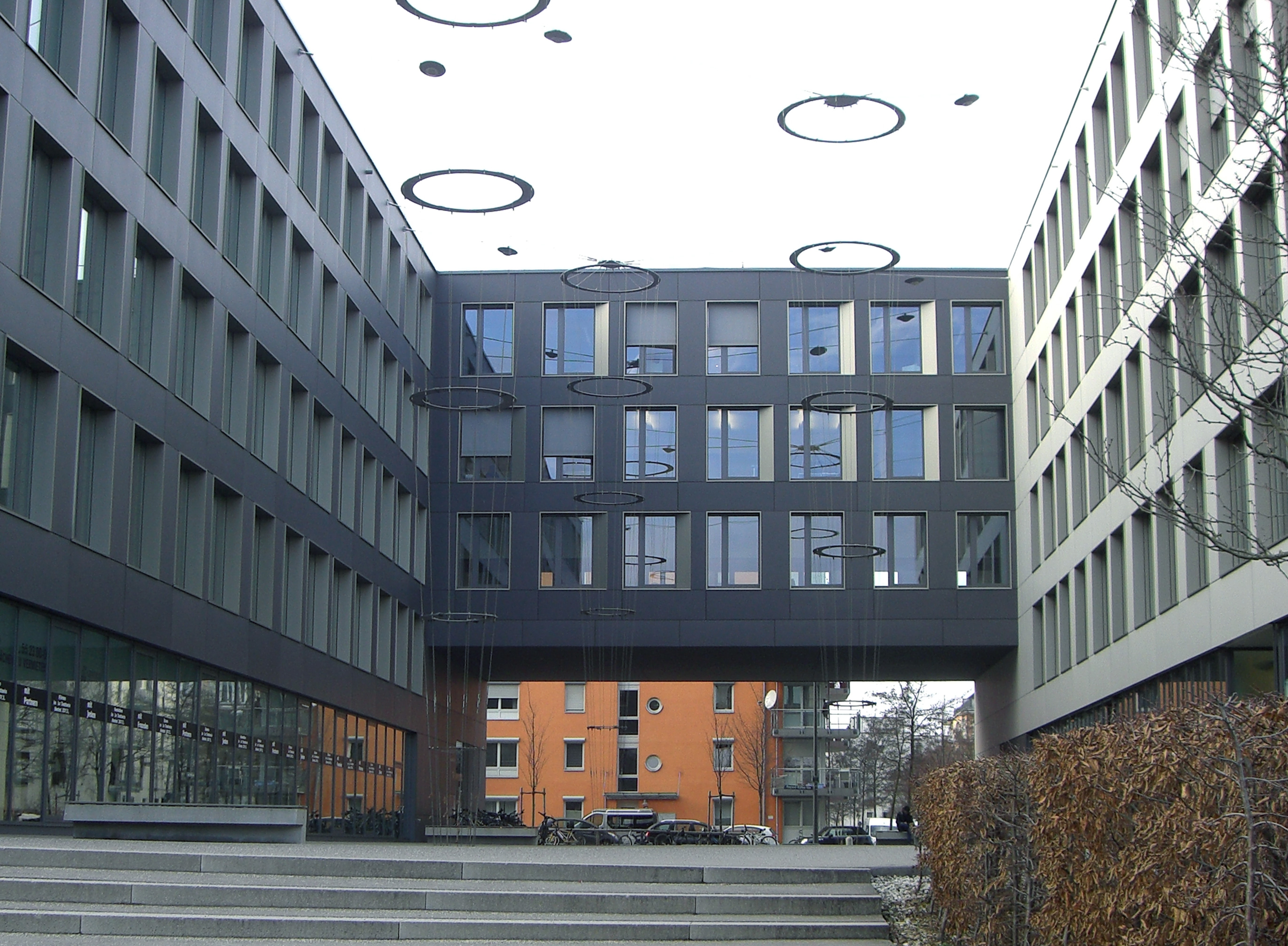
EU Business School de Munique

A EU Business School oferece um grau de Bacharel em Comércio Internacional acreditado pelo Reino Unido e Alemanha e concedido pela Universidade de Derby, bem como um MBA e Mestrado em Gestão Internacional acreditados pelo Reino Unido e Alemanha, concedidos pela Universidade de Roehampton, ambos com a classificação H+ (acreditado por estado) na Anabin.
A EU Business School oferece um programa conjunto com as universidades acreditadas pelo Estado, Pace University (Nova York) e Fisher College (Boston), conferindo aos estudantes dois graus de bacharel distintos.
Em janeiro de 2011, a EU Business School recebeu a Certificação Internacional de Qualidade (IQA), da Associação de Desenvolvimento em Gestão da Europa Central e do Leste (CEEMAN), renovada em 2015.
Em novembro de 2014, a EU Business School recebeu a certificação de EduQua, o Selo de Qualidade suíça para Instituições de Ensino para Adultos e de Continuidade.
Os programas de negócios na EU Business School da Suíça são totalmente credenciado pela Assembleia Internacional de Escolas de Negócios (IACBE) desde março de 2010.
Todos os programas de negócios da EU Business School foram credenciados pelo Conselho de Acreditação de Escolas e Programas de Gestão (ACBSP) desde 2009.

## Participação em organismos
Em janeiro de 2013, a EU Business School tornou-se uma patrocinadora da Câmara de Comércio, Indústria e Serviços de Genebra.
A EU Business School Suíça é membro da Federação Suíça de Escolas Privadas, da Associação de Escolas Privadas de Genebra, da Associação de Escolas Particulares da Região Suiça do Lago Genebra.
EU Business School é membro da Academia da Empresa na Sociedade (ABIS), do Conselho Europeu para a Educação de Negócios, e da Fundação Europeia para o Desenvolvimento da Gestão.
A EU Business School Barcelona é membro da Associação Hispânica de Faculdades e Universidades.

## Ranking

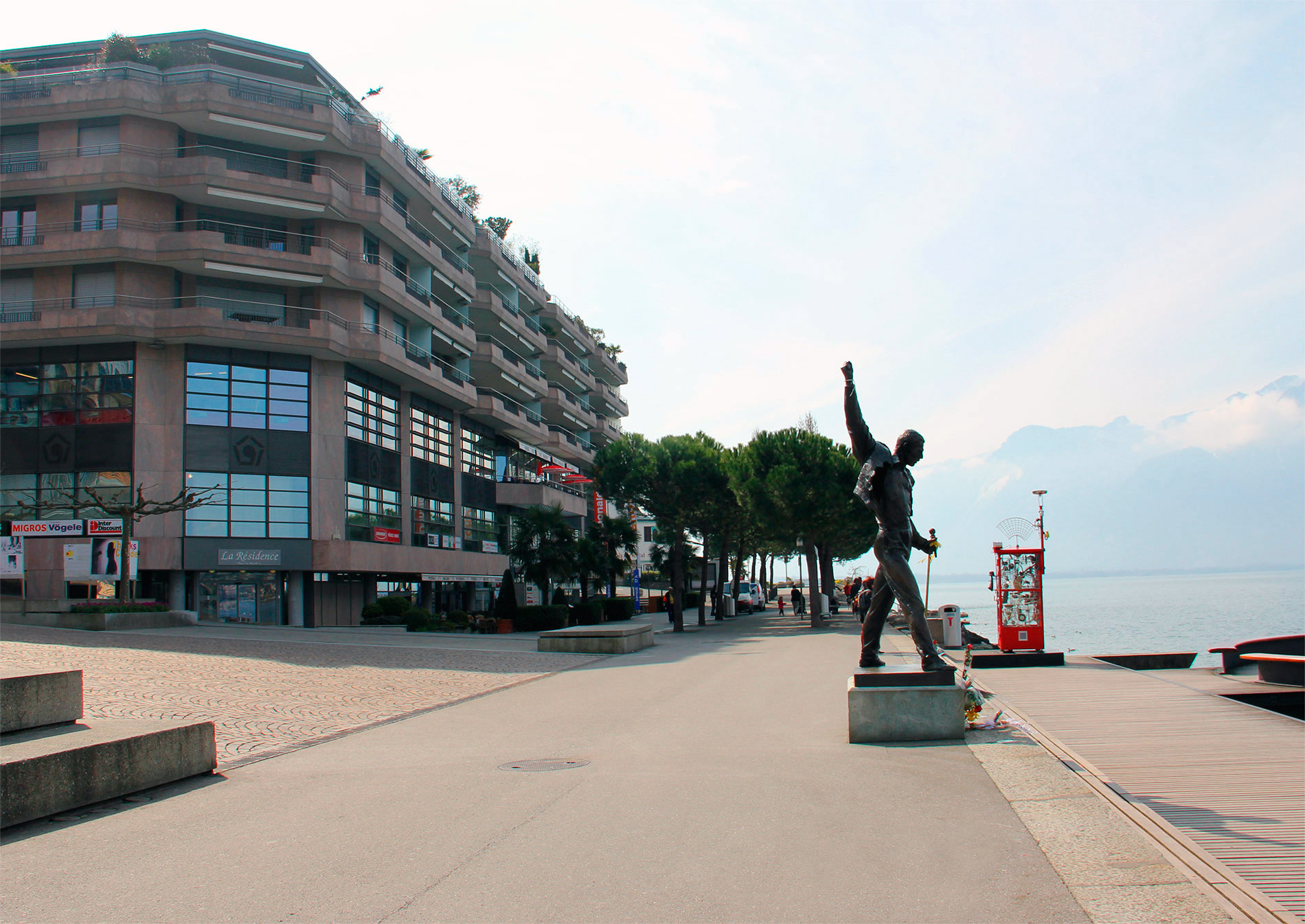
EU Business School de Montreux

### Quacquarelli Symonds
Em 2015, a EU Business School Espanha ficou em 2º lugar numa lista de 46 na Quacquarelli Symonds Melhor ROI para Programas Europeus de MBA. O incremento médio de salário depois de completar um mestrado na EU Business School Espanha é de 138%. Possui a segunda propina mais baixa com um período médio de reembolso de 23 meses.
A EU Business School foi classificada como 3º na Suíça, atrás da IMD e da Universidade de St. Gallen no Relatório Global de QS 200 Business Schools 2013/14. A avaliação fornece uma visão geral das escolas de gestão selecionadas por mais de 2.000 empregadores que recrutam ativamente graduados de MBA. O Relatório QS 2013/2014, classificou os campus europeus da Espanha, Suíça e Alemanha na 33ª posição.
Em 2013, a EU Business School foi classificada em 8.º na lista QS Top MBA Feminino na Global 200 Business Schools.
No Relatório QS 2011, os campus da EU Business School de Espanha, Suíça e Alemanha foram classificados em 39.
Em 2010, o campus da EU Business School Espanha foi classificado em 52.º de 67 posições no ranking Quacquarelli Symonds (QS) de escolas de gestão europeias.

### CEO Magazine
Em 2016, o MBA online da EU Business School foi classificado como número um para rankings on-line globais. Além disso, ambos os programas de MBA e EMBA foram eleitos como programas europeus de primeiro nível.
Em 2015, o programa de MBA da EU Business School atingiu conjuntamente a primeira posição para os Global Top 20 rankings e o programa de MBA online foi classificado como número um para rankings on-line globais. Enquanto isso, o programa de MBA no campus era parte do nível superior do ranking europeu de MBA e o MBA executivo chegou ao primeiro nível na lista global.
Em 2013, a EU Business School foi eleita programa superior de MBA Europeu e segundo nível do programa global de EMBA pelo Fórum de Pós-Graduação Internacional da CEO Magazine.

### Outros rankings
Em 2011, Capital Magazine elegeu a EU Business School como a 6.ª melhor escola de gestão do mundo para estudantes do sexo feminino.
Em 2010, a EU Business School classificou-se nas primeiras 50 escolas de MBA internacionais mais favoráveis às redes sociais.

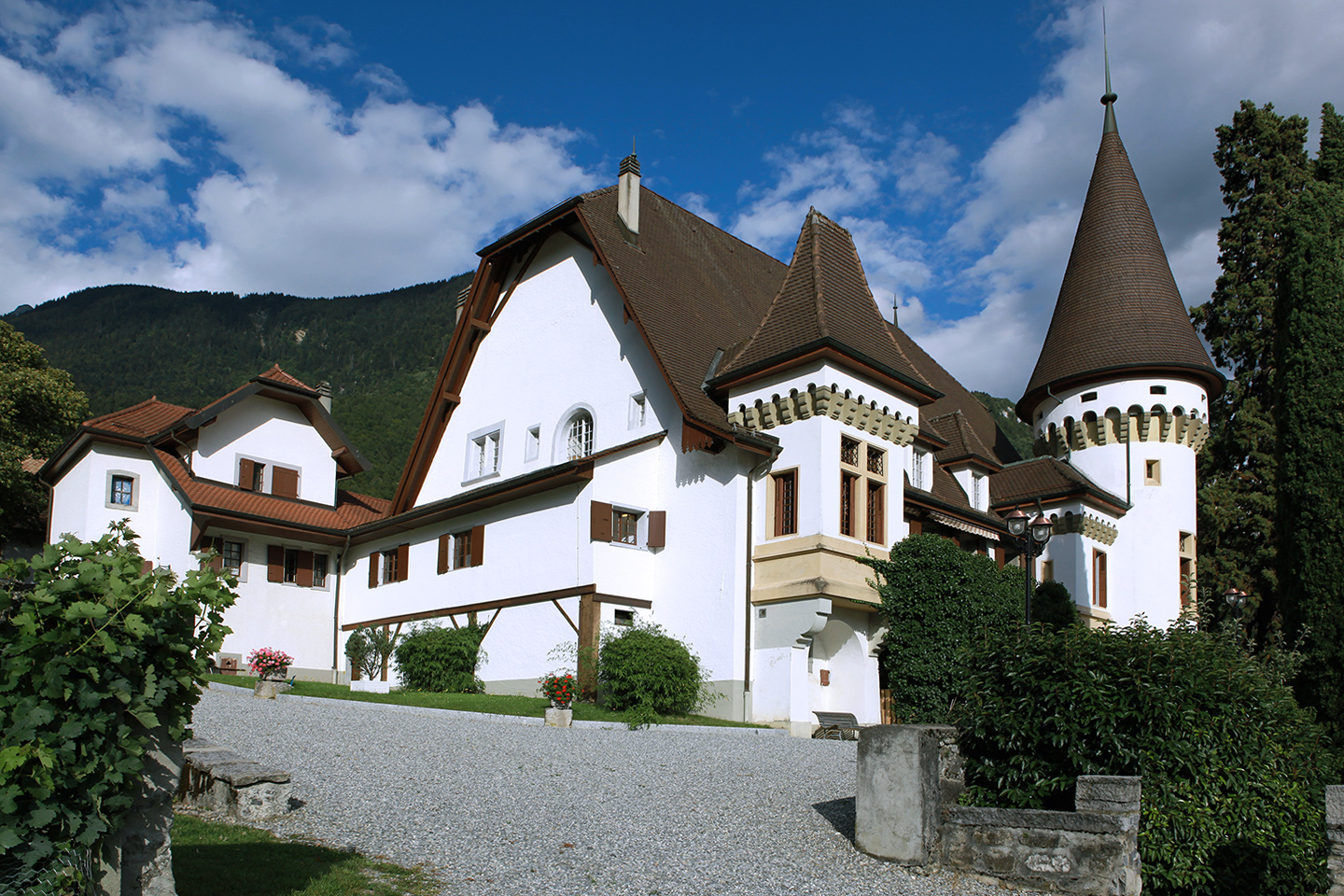
EU Business School de Yvorne

## Sustentabilidade
A EU Business School Montreux é signatária dos Princípios para Educação em Gestão Responsável (PRME), iniciativa apoiada pelas Nações Unidas para inspirar o ensino de gestão, pesquisa e liderança de pensamento responsáveis.
A EU Business School oferece um programa de certificação em Responsabilidade Social Corporativa juntamente com a Organização Internacional do Trabalho.
A Cruz Verde Internacional recebeu o Prémio de Sustentabilidade 2014 da EU Business School.
Em 2012, a EU Business School lançou um Bacharelato (BA) em Gestão de Sustentabilidade.
A EU Business School é um membro institucional do "Consejo Latinoamericano de Escuelas de Administración".

## Honoris causa
Em 40 anos de existência, a Escola de Gestão da UE (EU Business School) concedeu 24 doutoramentos honorários. Alguns titulares do referido grau incluem Nick Hayek Jr., Gérard Dubois, Abel Gyozevich Aganbegyan, Alexander Vinokourov e Steve Guerdat entre outros.
Em 25 de junho de 2014, o CEO do Doha Bank, R. Seetharaman, foi premiado com um PhD em Governação Global, assim como o ex-presidente da Suíça, Adolf Ogi, uma vez convidado pela escola para a Organização das Nações Unidas para o lançamento de seu livro Dolf Ogi: Statesman e Sportsman.
Em 27 de junho de 2015, Brian Cookson foi premiado com o grau de Doutor em Direito Civil, Honoris Causa da EU Business School.

## Campus
A EU Business School tem campus em Genebra, Montreux, Munique e Barcelona e um conjunto de instituições parceiras em todo o mundo. Todos os campus seguem um currículo idêntico ministrado em Inglês permitindo que os alunos possam permutar facilmente entre diferentes países.

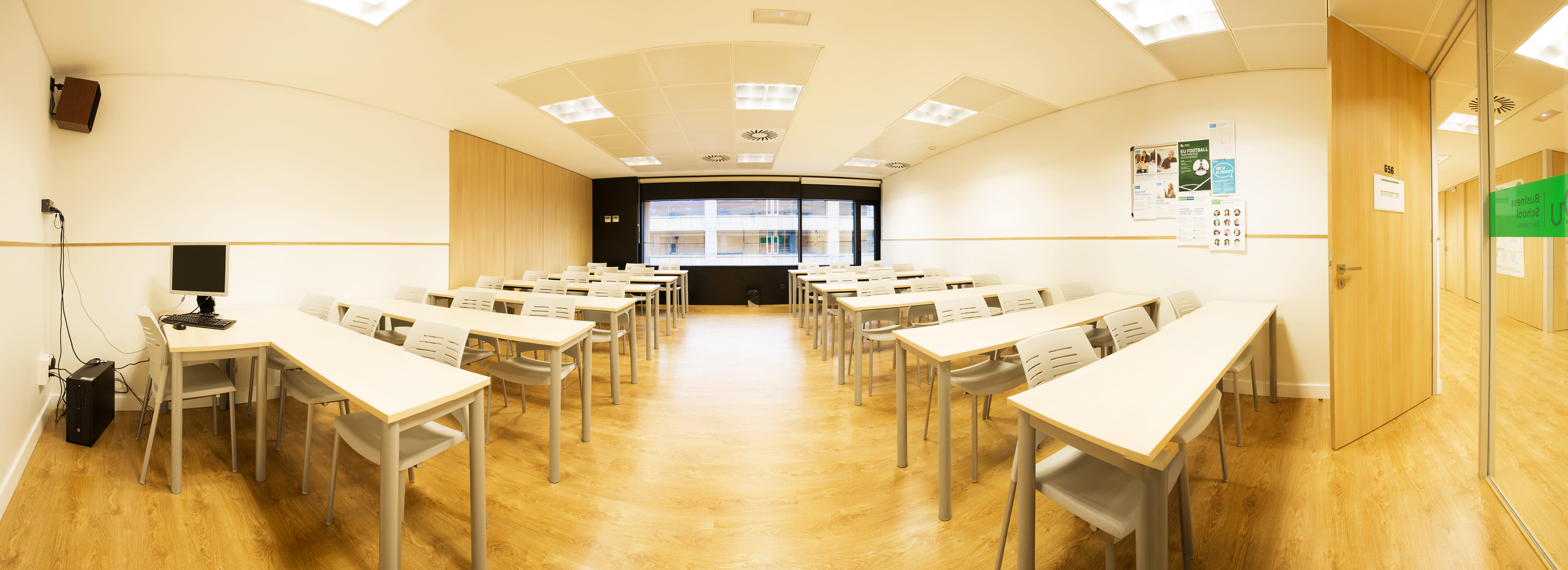
Sala de aulas da EU Business School de Barcelona

O campus de Genebra está localizado a cinco minutos do Lago de Genebra e a poucos quilómetros de distância dos Alpes franceses e suíços. A cidade é o lar dos escritórios das Nações Unidas e da Organização Mundial do Comércio, para citar alguns. O Campus oferece uma biblioteca.
O campus Montreux está localizado no centro de Montreux, uma área conhecida pelo Festival de Jazz de Montreux.
O campus de Munique está localizado perto do centro da cidade na capital da região alemã da Baviera. Os cursos são ministrados em instalações modernas de primeira classe. O acesso "on demand" à ProQuest está disponível para os alunos.

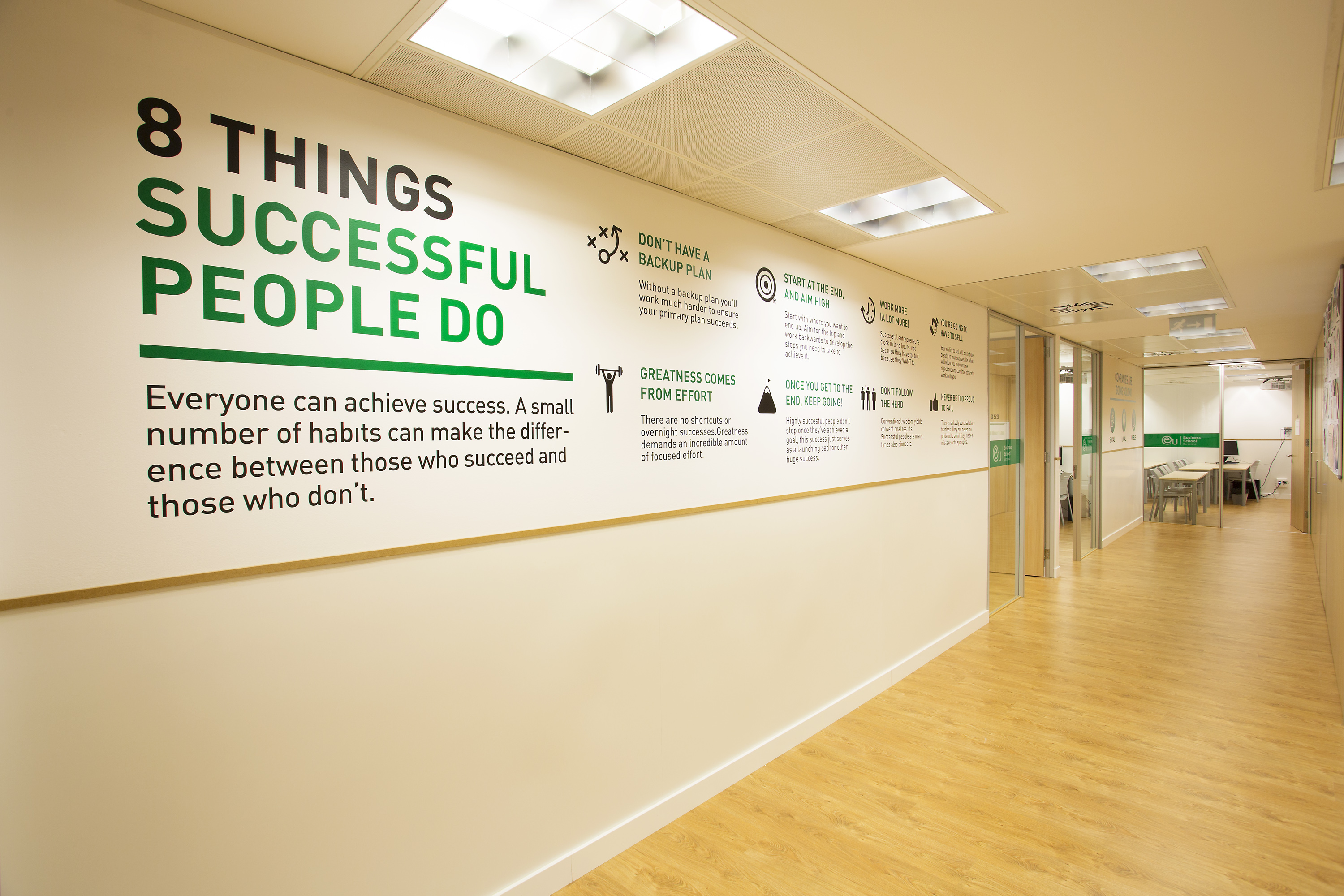
Corredor da EU Business School de Barcelona

O campus de Barcelona está localizado em La Bonanova, a dez minutos do centro da cidade. Todas as salas estão equipadas com quadros inteligentes e o acesso à ProQuest e-biblioteca é feito mediante pedido ("on demand").
Todos os campus estão equipados com Wi-Fi e terminais informáticos.

## Iniciativas de marketing
A EU Business School é o parceiro educativo para o projeto "Crucero Business Networking" (CBN). O CBN é uma combinação de educação, entretenimento e trabalho em rede.
Em 2013, a EU Business School foi premiada com o prémio corporativo de responsabilidade social para a Fundação Make-A-Wish Espanha em 2012, bem como a Fundação FC Barcelona.
Em dezembro de 2013, a EU Business School participou de um acolhedor evento estudantil organizado em conjunto com o governo no bairro de Sarrià-Sant Gervasi.
Em julho de 2014, a EU Business School realizou um evento TEDxBarcelona intitulado "Novo Mundo" com 8 oradores convidados que partilharam a sua visão sobre o futuro da sociedade, arquitetura, medicina e tecnologia.
Marc Guerrero, professor de Assuntos Económicos Interculturais da EU Business School, membro da Convergência Democrática da Catalunha e vice-presidente da Aliança dos Democratas e Liberais pela Europa, publicou um livro chamado "Reiniciando a Europa", em Dezembro de 2013. É um ensaio optimista em relação ao futuro da Europa, discutindo como a Europa se tornou uma sociedade dividida entre os valores do passado e as incertezas do futuro.
A EU Business School faz parte dos "Atypical Partners" para o Festival de Jazz de Montreux.
Em janeiro de 2015, a EU Business School acolheu o Evento Kick-Off do Fórum Económico Romandie suíço em Yvorne.